# Vjetrenica
Vjetrenica – największa jaskinia w Bośni i Hercegowinie.
Jaskinia znajduje się ok. 80 km na południowy wschód od Mostaru, na zachodnim krańcu Popovego polja, koło wsi Zavala.
Jaskinia została zbadana i opisana na odcinku o długości 6,1 km, jej najdłuższy kanał wynosi 2,47 km, a trasa udostępniona dla zwiedzających 600 m. Temperatura powietrza w głównym korytarzu utrzymuje się w przedziale pomiędzy 11 a 15 °C, a temperatura wody trochę powyżej 11 °C. W jaskini znajduje się kilka podziemnych rzek (stałych i okresowych) oraz liczne jeziora. Największe jezioro (Veliko jezero) ma długość 180 m. Jaskinia obfituje w formy krasowe.
Nazwa Vjetrenica nawiązuje do wiatru wiejącego z wnętrza jaskini, którego prędkość w okresie letnim dochodzi do 3 m/s (vjetar, pol. wiatr). Wiatr ustaje po ulewnych deszczach, kiedy woda w jednym z podziemnych jezior wzbiera i zalewa syfony. Kierunek wiatru w okresie zimowym nie jest do końca poznany. Silne prądy powietrzne wyzwalają dźwięki podobne do dźwięków kobzy. Wedle lokalnych wierzeń jaskinie miały zamieszkiwać wróżki, a dźwięki wydobywające się z jej wnętrza miały być kołysankami nuconymi małym wróżkom. Dźwięki te interpretowano również do przepowiadania przyszłości.
Jaskinia jest jedną z dwóch na świecie (obok jaskini Postojna w Słowenii), gdzie żyje prawie 100 gatunków zwierząt jaskiniowych i jedną z sześciu, gdzie liczba gatunków troglobiontów i stygobiontów przekracza 40. Nowe gatunki są ciągle odkrywane. Znaleziono tu również osiem skamieniałych szczątków zwierzęcych, m.in. niedźwiedzia jaskiniowego i leoparda (Panthera pardus).
W 1950 roku Vjetrenica została uznana za pomnik przyrody, w 1964 roku jaskinię udostępniono zwiedzającym, a w 1981 roku utworzono tu rezerwat geomorfologiczny. W 2004 roku Vjetrenica została zgłoszona do wpisu na listę światowego dziedzictwa UNESCO. Jaskinię wpisano na tę listę w 2024 roku podczas odbywającej się w New Delhi 46. sesji Komitetu Światowego Dziedzictwa.